# Pseudodiplodia ruticola
Pseudodiplodia ruticola är en svampart som först beskrevs av Gottlob Ludwig Rabenhorst, och fick sitt nu gällande namn av Franz Petrak 1953. Pseudodiplodia ruticola ingår i släktet Pseudodiplodia, divisionen sporsäcksvampar och riket svampar.   Inga underarter finns listade i Catalogue of Life.